# Bronsspecht
De bronsspecht (Piculus chrysochloros) is een vogel uit de familie Picidae (spechten).

## Verspreiding en leefgebied
Deze soort komt voor van Panama tot het noorden van Argentinië en telt zes ondersoorten:
- P. c. xanthochlorus: oostelijk Panama, noordelijk Colombia en noordwestelijk Venezuela.
- P. c. capistratus: oostelijk Ecuador, noordoostelijk Peru en van zuidoostelijk Colombia tot noordelijk Brazilië en de Guiana's.
- P. c. laemostictus: oostelijk Peru, het westelijk en centrale Amazonegebied en noordwestelijk Bolivia.
- P. c. paraensis: het noordoostelijk Amazonegebied van Brazilië.
- P. c. polyzonus: zuidoostelijk Brazilië.
- P. c. chrysochloros: van oostelijk en zuidelijk Brazilië tot midden en oostelijk Bolivia, Paraguay en noordelijk Argentinië.

## Status
De grootte van de populatie is in 2019 geschat op 0,5-5 miljoen volwassen vogels. Op de Rode lijst van de IUCN heeft deze soort de status niet bedreigd.